# サンフランシスコ国際空港
サンフランシスコ国際空港（サンフランシスコこくさいくうこう、英語: San Francisco International Airport） (IATA: SFO, ICAO: KSFO, FAA LID: SFO) は、アメリカ合衆国のカリフォルニア州サンフランシスコから約20km南に位置する国際空港である。
アメリカ西海岸における主要空港の1つで、ユナイテッド航空とアラスカ航空のハブ空港である。西海岸の玄関口の1つとして、アメリカ国内のみならず、アジア・ヨーロッパ・南アメリカ・オセアニアへの路線が就航している。
サンフランシスコ国際空港はベイエリア最大の空港であり、西海岸においてロサンゼルス国際空港（LAX）に次いで2番目に利用者の多い空港である。2017年の旅客数はアメリカの空港で7位であり、世界中で24位だった。

## 歴史
サンフランシスコは1927年に現在の空港の敷地で150エーカーをリースし、実験的な空港プロジェクトのためにそれを公式にミルズフィールド市営空港と名付けた。空港のための150エーカーの土地は、D.O.ミルズの遺産から購入された。土地の残りの部分はミルブレーとなった。1931年6月9日に名前がサンフランシスコ空港に変更され、その半年後には急速に成長する空港の管理が公共事業委員会に移された。1932年11月17日、サンフランシスコの市民は空港の開発のために26万ドルの債券を承認した。第二次世界大戦中に近くのオークランド空港に軍が基地を置いていたため、空港は急速に成長した。
最初は空港の成長についての懸念があったが、湿地の海岸部350エーカーを埋め立てることで問題が解決された。そして1935年11月、空港の滑走路Cが1,900フィートから3,000フィートに延長され、空港は急速に成長を続けた。パンアメリカン航空は、最初の定期的な大洋間航空サービスを行う場所としてサンフランシスコ空港を選んだ。飛行機はサンフランシスコ空港から離陸し、4回の停留地を経て59時間後にフィリピンのマニラに着陸した。その飛行機、チャイナ・クリッパーは瞬く間に有名になった。
1959年7月29日、アメリカで最初のボーディング・ブリッジがサンフランシスコ国際空港に設置された。

## 滑走路
クロース・パラレル方式で2本×2組、計4本の滑走路が配置されているが、この近接した滑走路での同時離着陸が行われている世界でも珍しい空港である。
その理由はこの空港が一日1000を超える航空機の往来があるためで、同時着陸を行う際は接近を告げる機内アナウンスが放送される事が有る。並行する二本の滑走路が近接しているため、名物の霧がかかるなど気象条件が悪化すると片方の滑走路が閉鎖され到着遅れの原因となっている。

## ターミナル

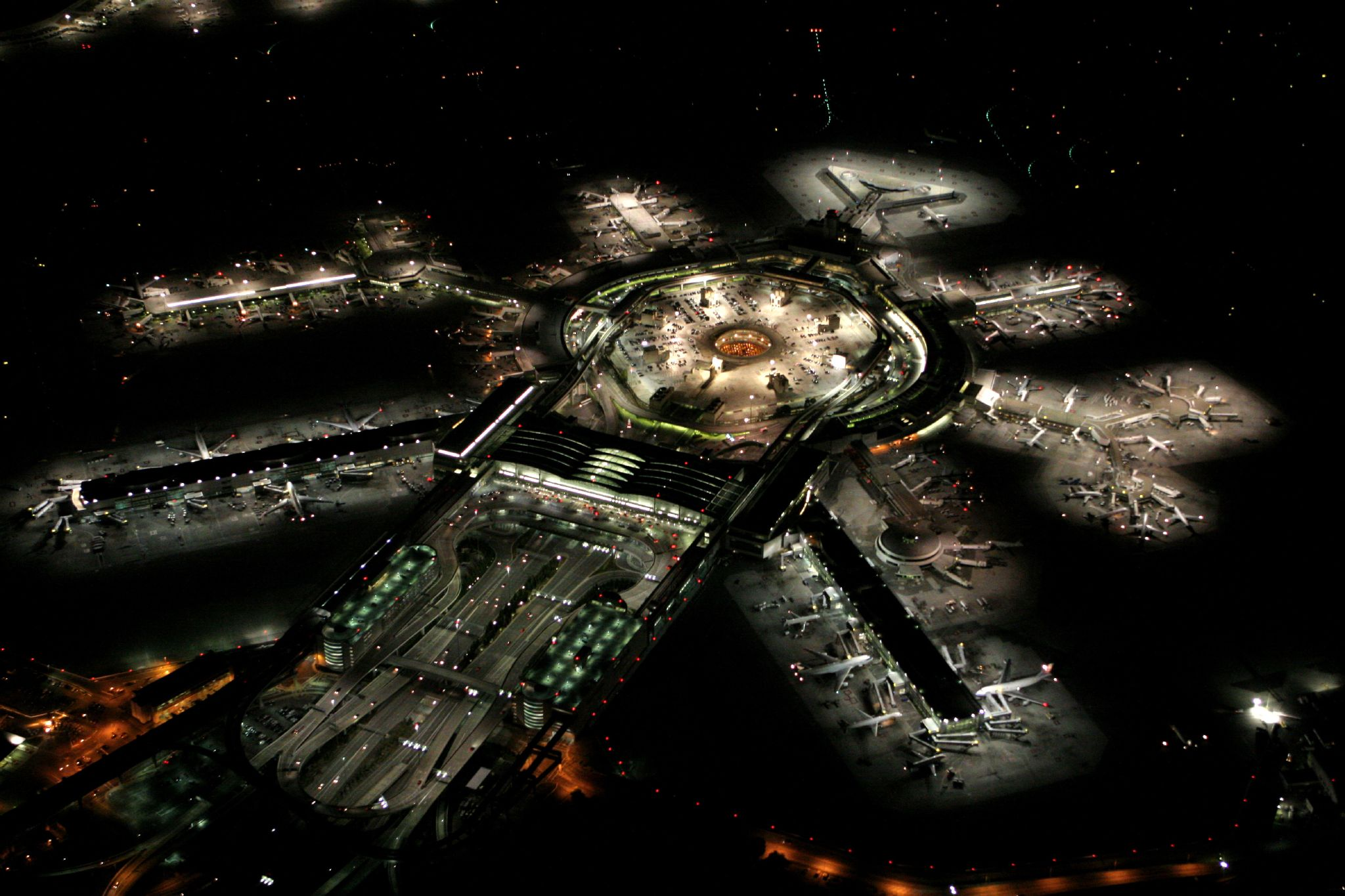
夜のターミナル

ターミナル1・2・3・国際線ターミナルの4つに分かれており、7つのボーディング・エリアがある。それぞれのターミナルは環状に配置されていて、ターミナル間の移動は徒歩で可能な他、ターミナル間を結ぶエアトレインが24時間運行しており、無料で利用できる。

2019年8月20日より、ターミナルビル内で使い捨てペットボトル入り飲料水の販売を禁止した。ゴミの最終処分場の残容量が逼迫していることから取られた措置。

ターミナル配置図

### ターミナル1（ハーヴェイ・ミルク）
旧サウス・ターミナルとして知られるターミナル1はボーディング・エリアB&Cから成り立っている。当初のターミナル（現在のボーディング・エリアB&C）は1963年に開業し、ボーディング・エリアAは1974年に開業した。ターミナルの改修工事は1988年に完了した。国際線ターミナルに新ボーディング・エリアAが設置されたため、旧Aは2007年に取り壊された。

### ターミナル2
旧セントラル・ターミナルとして知られるターミナル2は、1954年に開業した。現在の国際線ターミナルがオープンする前の国際線ターミナルとして知られている。このターミナルは2008年から2011年に改修工事が行われた。ボーディング・エリアDのみを有する。管制塔はターミナル2の上層階に位置している。出発・到着エリアはターミナル1とターミナル3を結ぶ通路としても機能している。

### ターミナル3
旧ノース・ターミナルとして知られるターミナル3は、1981年開業のボーディングエリアEと 1979年開業のボーディング・エリアFを有する。ユナイテッド航空の国内線はターミナル3を使用し、国際線は国際線ターミナルを使用する。一部の国内線はターミナル1を使用する。

### 国際線ターミナル
2000年にオープンしたこのターミナルは、北米最大級の国際線ターミナルであり、耐震基礎絶縁体（免震構造）で建設された世界の中で最も大きな構造物である。このターミナルの完成前は、ターミナル2が国際線ターミナルであった。ボーディングエリアは上層部に商業施設、下層部に出発ロビーを配置した2層構造である。またボーディング・エリアG側の駐車場はバートの駅につながっている。

## 主な就航路線
| 航空会社                         | 就航地 |
| -------------------------------- | --- |
| ユナイテッド航空                 | オースティン、ボルチモア、ボストン、シカゴ/ORD、クリーブランド、ダラス、デンバー、フォートローダーデール、ヒロ、ホノルル、ヒューストン、インディアナポリス、カフルイ、コナ、ラスベガス、リフエ、ロサンゼルス/LAX、ロサンゼルス/サンタアナ、ミネアポリス=セントポール、ニューオーリンズ、ニューヨーク/JFK、ニューアーク、オーランド/サンフォード、フィラデルフィア、フェニックス、ピッツバーグ、ポートランド(OR)、ローリー/ダーラム、サンディエゴ、セントルイス、シアトル、ワシントン/ダレス、ワシントン/レーガン 季節就航: アンカレッジ |

FAAのSFO滑走路図（ターミナルと滑走路に色を追加した）

| ユナイテッド航空（国際）         | 北米線: メキシコシティ、カンクン、グアダラハラ カナダ線: バンクーバー、ビクトリア、カルガリー、エドモントン ヨーロッパ線: ロンドン/LHR、パリ/CDG、フランクフルト、ミュンヘン、パペーテ 中東線: テルアビブ 東アジア線: 東京/羽田、東京/成田、大阪/関西、ソウル/仁川、北京/首都、上海/浦東、成都、杭州、香港、台北/桃園、シンガポール 太平洋・オセアニア線: シドニー、オークランド(NZL) 季節就航: 西安、プエルト・バヤルタ |
| ユナイテッド・エクスプレス       | アルバカーキ、オースティン、ベーカーズフィールド 、ボイシ、ボーズマン、チコ、コロラドスプリングス、クレセント・シティ、ダラス/フォートワース、ユージーン、ユーリカ、フレズノ、アイダホフォールス、カンザスシティ、クラマスフォールス、ラスベガス、メドフォード、モデスト、モントレー、ノースベンド、オクラホマシティ、オンタリオ(CA)、ロサンゼルス/バーバンク、ロサンゼルス/サンタアナ、パームスプリングス、パスコ、フェニックス、ポートランド(OR)、レディング、レドモンド/ベンド、リノ、サクラメント、ソルトレークシティ、サンアントニオ、サンディエゴ、サン・ルイ・オビスポ、サンタバーバラ、シアトル、スポケーン、ツーソン 季節就航: アスペン、ジャクソンホール、マンモスレイクス、ミズーラ、サンバレー |
| アラスカ航空                     | パームスプリングス、ポートランド、オースティン、ボストン、シカゴ/ORD、ダラス/フォートワース、フォートローダーデール、ラスベガス、ロサンゼルス/LAX、ニューヨーク/JFK、ニューアーク、フィラデルフィア、サンディエゴ、シアトル、ワシントン/ダレス、ワシントン/ナショナル 季節就航: アンカレッジ、カンクン、プエルト・バヤルタ、ロス・カボス |
| デルタ航空                       | アトランタ、シンシナティ、デトロイト、ホノルル、ロサンゼルス/LAX、ミネアポリス=セントポール、ニューヨーク/JFK、ソルトレイクシティ、シアトル |
| アメリカン航空                   | シャーロット、シカゴ/ORD、ダラス/フォートワース、ロサンゼルス/LAX、マイアミ、ニューヨーク/JFK、フィラデルフィア、フェニックス |
| サウスウエスト航空               | アトランタ、シカゴ/MDW、デンバー、ラスベガス、ロサンゼルス/LAX、ロサンゼルス/サンタアナ、ミルウォーキー、フェニックス、サンディエゴ |
| ジェットブルー航空               | オースティン、マイアミ/フォートローダーデール、ボストン、ロサンゼルス/ロングビーチ、ニューヨーク/JFK、ラスベガス |
| ハワイアン航空                   | ホノルル、カフルイ |
| フロンティア航空                 | デンバー、ダラス、アトランタ |
| サンカントリー航空               | ミネアポリス=セントポール |
| エア・カナダ                     | モントリオール、トロント、バンクーバー |
| ウエストジェット航空             | カルガリー、バンクーバー |
| アエロメヒコ航空                 | メキシコシティ、グアダラハラ |
| コパ航空                         | パナマシティ |
| LATAM ペルー                     | リマ |
| アビアンカ・エルサルバドル       | サンサルバドル |
| ブリティッシュ・エアウェイズ     | ロンドン/LHR |
| ヴァージン・アトランティック航空 | ロンドン/LHR |
| KLMオランダ航空                  | アムステルダム |
| エールフランス                   | パリ/CDG |
| フレンチ・ビー                   | パリ/ORY |
| ルフトハンザドイツ航空           | フランクフルト、ミュンヘン |
| スイス国際航空                   | チューリッヒ |
| スカンジナビア航空               | コペンハーゲン |
| エアリンガス                     | ダブリン |
| イベリア航空                     | マドリッド |
| 日本航空                         | 東京/羽田、東京/成田 |
| ZIPAIR Tokyo                     | 東京/成田 |
| 全日本空輸                       | 東京/羽田、東京/成田 |
| 大韓航空                         | ソウル/仁川 |
| アシアナ航空                     | ソウル/仁川 |
| チャイナエアライン               | 台北/桃園 |
| エバー航空                       | 台北/桃園 |
| キャセイパシフィック航空         | 香港 |
| 中国国際航空                     | 北京/首都、上海/浦東、重慶 |
| 中国東方航空                     | 上海/浦東 |
| 中国南方航空                     | 広州、武漢 |
| シンガポール航空                 | 香港、シンガポール |
| ベトナム航空                     | ホーチミン |
| フィリピン航空                   | マニラ |
| ターキッシュ エアラインズ        | イスタンブール |
| エミレーツ航空                   | ドバイ |
| カタール航空                     | ドーハ |
| カンタス航空                     | シドニー |
| ニュージーランド航空             | オークランド(NZL) |

## 地上アクセス

### 鉄道
2003年6月22日にバート(BART)がSFO駅およびミルブレー駅(Millbrae)まで延伸されたため、サンフランシスコ市の中心部まで鉄道で行けるようになった。
また、ミルブレー駅ではカルトレインに接続しており、サンノゼ(San Jose)・ギルロイ(Gilroy)方面へも行くことが可能となった。ただし、SFO駅 - ミルブレー駅間はバートの利用が必要である。バートのSFO駅 - ミルブレー駅間の直通運転は平日夕方以降、週末および祝日のみであり、平日の日中はサンブルーノ駅(San Bruno)での乗り換えが必要となる。

### バス
サムトランスが以下の5路線を運行している。
- ルート140：サンブルーノ(San Bruno)、サウス・サンフランシスコ(South San Francisco)、パシフィカ(Pacifica)方面
- ルート292：サンマテオ(San Mateo)、ヒルズデール・モール(Hillsdale Mall)方面
- ルート398：サンブルーノ駅（バート）(San Bruno BART Station)方面、およびレッドウッド・シティ駅（カルトレイン）(Redwood City Caltrain Station)方面
- ルート397：シビック・センター駅（バート）(Civic Center BART Station)方面、およびミルブレー駅、パロアルト駅（カルトレイン）(Palo Alto Caltrain Station)方面
- ルートKX：速達タイプの路線であり、午前は北行き、午後は南行きのみ。レッドウッド・シティ方面およびサンフランシスコ方面

### 自動車
国道101号線に隣接している他、付近にある州間高速道380号線とのジャンクションから州間高速道280号線に接続されている。
空港の敷地内に短期用の駐車場がある他、敷地外には長期用の駐車場がある。また、各バート駅の駐車場は事前にオンラインで許可証を購入することで長期用の駐車場として利用できる。

## 事故
- 1968年11月22日、羽田空港（東京国際空港）発日本航空002便（ダグラス DC-8-62 機体記号:JA8032、愛称:志賀 "SHIGA"）が、サンフランシスコ国際空港への着陸操作を誤ったために、滑走路から5キロメートル、サンマテオ市コヨーテ岬ヨットハーバーから500メートル沖合いのサンフランシスコ湾の海面に着水した。機体の損壊が少なく、また浅瀬であったために機体が完全に水没しなかったことから、乗員乗客107名全員が無傷で救助された。

- 1971年7月30日、ロサンゼルス国際空港発羽田空港行きパンアメリカン航空845便（ボーイング747-100 機体記号:N747PA、愛称:" Clipper America")が途中経由地のサンフランシスコ国際空港で、地上の運航管理者の勘違いや機長の錯誤からB747の離陸には短すぎる滑走路から離陸してしまったために、主脚を進入灯に衝突させた。機体が破損したものの引き返して緊急着陸することに成功し、死者は出なかったものの、重軽傷者が29人発生し、ボーイング747としては初めての人身事故となった。

- 2013年7月6日午前11時36頃（日本時間午前3時ごろ）、仁川国際空港発アシアナ航空214便（ボーイング777-200ER、機体番号：HL7742）が当空港への着陸に失敗し炎上した。搭乗していた乗員乗客307人のうち3人が死亡、日本人1人を含む130人以上が病院に運ばれた[7]。この事故の影響で、当空港の滑走路は一時閉鎖となり、ロサンゼルス国際空港など他空港への着陸や欠航・遅延が発生した。2014年6月15日に米運輸安全委員会 (NTSB) は、事故調査の公聴会を行い、操縦ミスを第一の原因にあげた。[8] [9]

## サンフランシスコ・ベイエリアの空港の位置関係
オークランド国際空港やノーマン・Y・ミネタ・サンノゼ国際空港と共にサンフランシスコ・ベイエリアの主要路線の空の玄関口として機能している。